# Lagoa da Lomba (Flores)
Lagoa da Lomba (portugiesisch in etwa für „See auf der Anhöhe“, auch Caldeira Lomba) ist ein 3,5 Hektar großer, etwa 15 m tiefer Kratersee im Osten des zentralen Berglands der portugiesischen Azoren-Insel Flores. Er liegt auf dem Gebiet des Kreises Lajes das Flores unterhalb des Pico do Touro.
Das Seeufer ist von kleinen Baumgruppen, Weiden und Hortensien umgeben. Der eutrophe See selbst ist geradezu verwachsen. Die vielen Wasserpflanzen erlauben kein Schwimmen in ihm.